# Eleccions al Parlament de Canàries de 2011
Les Eleccions al Parlament de Canàries de 2011 se celebraren el 22 de maig. Amb un cens d'1.580.359 electors, els votants foren 931.010 (58,9%) i 649.349 les abstencions (41,1%). Fou escollit presidenta Paulino Rivero Baute (CC-PNC) en un govern de coalició amb el PSOE 

## Resultats
Només seran tingudes en compte aquelles llistes de partit o coalició que haguessin obtingut el major nombre de vots vàlids de la seva respectiva circumscripció electoral i les següents que haguessin obtingut, almenys, el 30 per 100 dels vots vàlids emesos en la circumscripció insular o, sumant els de totes les circumscripcions on hagués presentat candidatura, almenys, el 6 per 100 dels vots vàlids emesos en la totalitat de la Comunitat Autònoma.
| ← Eleccions al Parlament de Canàries de 2011 → |                                                               |                             |         |        |        |     |
| President i govern | Candidatura                                                   | Candidat                    | Vots    | %      | Escons | +/- |
| - President: Paulino Rivero Baute - Govern: CC-PSOE - Cens: 1.580.359 - Votants: 931.010 (58,9%) - Abstenció: 649.349 (41,1%) - Vàlids: 905.959 - A candidatura: 880.942 (97,2%) | Partit Popular (PP)                                           | José Manuel Soria           | 289.381 | 31,94% | 21     | +6  |
| - President: Paulino Rivero Baute - Govern: CC-PSOE - Cens: 1.580.359 - Votants: 931.010 (58,9%) - Abstenció: 649.349 (41,1%) - Vàlids: 905.959 - A candidatura: 880.942 (97,2%) | Coalició Canària-Partit Nacionalista Canari (CC-PNC) a        | Paulino Rivero Baute        | 223.785 | 24,70% | 20     | +3  |
| - President: Paulino Rivero Baute - Govern: CC-PSOE - Cens: 1.580.359 - Votants: 931.010 (58,9%) - Abstenció: 649.349 (41,1%) - Vàlids: 905.959 - A candidatura: 880.942 (97,2%) | Partit Socialista Obrer Espanyol (PSOE)                       | José Miguel Pérez Pérez     | 190.028 | 20,98% | 15     | -11 |
| - President: Paulino Rivero Baute - Govern: CC-PSOE - Cens: 1.580.359 - Votants: 931.010 (58,9%) - Abstenció: 649.349 (41,1%) - Vàlids: 905.959 - A candidatura: 880.942 (97,2%) | Nueva Canarias (NCa) b                                        | Román Rodríguez             | 82.148  | 9,07%  | 3      | +3  |
| - President: Paulino Rivero Baute - Govern: CC-PSOE - Cens: 1.580.359 - Votants: 931.010 (58,9%) - Abstenció: 649.349 (41,1%) - Vàlids: 905.959 - A candidatura: 880.942 (97,2%) | Agrupación Herreña Independiente-Coalició Canària (AHI-CC)    | José Javier Morales Febles  | 2.163   | 0,24%  | 1      | -1  |
| - President: Paulino Rivero Baute - Govern: CC-PSOE - Cens: 1.580.359 - Votants: 931.010 (58,9%) - Abstenció: 649.349 (41,1%) - Vàlids: 905.959 - A candidatura: 880.942 (97,2%) | Alternativa Ciudadana Sí Se Puede (ACSSP)                     | Domingo Gari Montllor Hayek | 19.020  | 2,10%  | -      |     |
| - President: Paulino Rivero Baute - Govern: CC-PSOE - Cens: 1.580.359 - Votants: 931.010 (58,9%) - Abstenció: 649.349 (41,1%) - Vàlids: 905.959 - A candidatura: 880.942 (97,2%) | Els Verds de Canàries                                         |                             | 18.831  | 2,08%  | -      |     |
| - President: Paulino Rivero Baute - Govern: CC-PSOE - Cens: 1.580.359 - Votants: 931.010 (58,9%) - Abstenció: 649.349 (41,1%) - Vàlids: 905.959 - A candidatura: 880.942 (97,2%) | Unión Progreso y Democracia (UPyD)                            | José Luis García Morera     | 9.069   | 1,00%  | -      |     |
| - President: Paulino Rivero Baute - Govern: CC-PSOE - Cens: 1.580.359 - Votants: 931.010 (58,9%) - Abstenció: 649.349 (41,1%) - Vàlids: 905.959 - A candidatura: 880.942 (97,2%) | Compromiso por Gran Canaria (CGCa)                            | Alberto González            | 7.382   | 0,81%  | -      |     |
| - President: Paulino Rivero Baute - Govern: CC-PSOE - Cens: 1.580.359 - Votants: 931.010 (58,9%) - Abstenció: 649.349 (41,1%) - Vàlids: 905.959 - A candidatura: 880.942 (97,2%) | Esquerra Unida Canària (IUC)                                  | Ariel Pérez                 | 6.696   | 0,74%  | -      |     |
| - President: Paulino Rivero Baute - Govern: CC-PSOE - Cens: 1.580.359 - Votants: 931.010 (58,9%) - Abstenció: 649.349 (41,1%) - Vàlids: 905.959 - A candidatura: 880.942 (97,2%) | Alternativa Nacionalista Canària (ANC)                        | Francisco Santana           | 6.494   | 0,72%  | -      |     |
| - President: Paulino Rivero Baute - Govern: CC-PSOE - Cens: 1.580.359 - Votants: 931.010 (58,9%) - Abstenció: 649.349 (41,1%) - Vàlids: 905.959 - A candidatura: 880.942 (97,2%) | Sentido Común en Canarias (SSC)                               | Carmen Rosa Santana         | 4.761   | 0,53%  | -      |     |
| - President: Paulino Rivero Baute - Govern: CC-PSOE - Cens: 1.580.359 - Votants: 931.010 (58,9%) - Abstenció: 649.349 (41,1%) - Vàlids: 905.959 - A candidatura: 880.942 (97,2%) | Partido Progresista Majorero (PPMAJO)                         | Francisco Miguel Artiles    | 4.334   | 0,48%  | -      |     |
| - President: Paulino Rivero Baute - Govern: CC-PSOE - Cens: 1.580.359 - Votants: 931.010 (58,9%) - Abstenció: 649.349 (41,1%) - Vàlids: 905.959 - A candidatura: 880.942 (97,2%) | Moviment Patriòtic Canari (MP)                                |                             | 2.750   | 0,30%  | -      |     |
| - President: Paulino Rivero Baute - Govern: CC-PSOE - Cens: 1.580.359 - Votants: 931.010 (58,9%) - Abstenció: 649.349 (41,1%) - Vàlids: 905.959 - A candidatura: 880.942 (97,2%) | Partit Antitaurí Contra el Maltractament Animal (PACMA)       |                             | 2.715   | 0,30%  | -      |     |
| - President: Paulino Rivero Baute - Govern: CC-PSOE - Cens: 1.580.359 - Votants: 931.010 (58,9%) - Abstenció: 649.349 (41,1%) - Vàlids: 905.959 - A candidatura: 880.942 (97,2%) | Partit Comunista del Poble Canari (PCPC)                      |                             | 2.368   | 0,26%  | -      |     |
| - President: Paulino Rivero Baute - Govern: CC-PSOE - Cens: 1.580.359 - Votants: 931.010 (58,9%) - Abstenció: 649.349 (41,1%) - Vàlids: 905.959 - A candidatura: 880.942 (97,2%) | Partido Por los Servicios y de los Empleados Públicos (PSyEP) |                             | 1.993   | 0,22%  | -      |     |
| - President: Paulino Rivero Baute - Govern: CC-PSOE - Cens: 1.580.359 - Votants: 931.010 (58,9%) - Abstenció: 649.349 (41,1%) - Vàlids: 905.959 - A candidatura: 880.942 (97,2%) | Por un Mundo más Justo (PUM+J)                                |                             | 1.442   | 0,16%  | -      |     |
| - President: Paulino Rivero Baute - Govern: CC-PSOE - Cens: 1.580.359 - Votants: 931.010 (58,9%) - Abstenció: 649.349 (41,1%) - Vàlids: 905.959 - A candidatura: 880.942 (97,2%) | Movimiento por la Unidad del Pueblo Canario (MUPC)            |                             | 1.268   | 0,14%  | -      |     |
| - President: Paulino Rivero Baute - Govern: CC-PSOE - Cens: 1.580.359 - Votants: 931.010 (58,9%) - Abstenció: 649.349 (41,1%) - Vàlids: 905.959 - A candidatura: 880.942 (97,2%) | Partit Humanista (PH)                                         |                             | 1.246   | 0,14%  | -      |     |
| - President: Paulino Rivero Baute - Govern: CC-PSOE - Cens: 1.580.359 - Votants: 931.010 (58,9%) - Abstenció: 649.349 (41,1%) - Vàlids: 905.959 - A candidatura: 880.942 (97,2%) | Unidad del Pueblo                                             | Vicente Quintana            | 1.133   | 0,13%  | -      |     |
| - President: Paulino Rivero Baute - Govern: CC-PSOE - Cens: 1.580.359 - Votants: 931.010 (58,9%) - Abstenció: 649.349 (41,1%) - Vàlids: 905.959 - A candidatura: 880.942 (97,2%) | Centre Democràtic Liberal (CDL)                               |                             | 1.018   | 0,11%  | -      |     |
| - President: Paulino Rivero Baute - Govern: CC-PSOE - Cens: 1.580.359 - Votants: 931.010 (58,9%) - Abstenció: 649.349 (41,1%) - Vàlids: 905.959 - A candidatura: 880.942 (97,2%) | Centro Socialdemócrata Canario (CSDC)                         | Rosa Rivero                 | 361     | 0,04%  | -      |     |
| - President: Paulino Rivero Baute - Govern: CC-PSOE - Cens: 1.580.359 - Votants: 931.010 (58,9%) - Abstenció: 649.349 (41,1%) - Vàlids: 905.959 - A candidatura: 880.942 (97,2%) | Democracia Nacional (DN)                                      | José Ramón Echevarria       | 314     | 0,03%  | -      |     |
| - President: Paulino Rivero Baute - Govern: CC-PSOE - Cens: 1.580.359 - Votants: 931.010 (58,9%) - Abstenció: 649.349 (41,1%) - Vàlids: 905.959 - A candidatura: 880.942 (97,2%) | Iniciativa por El Hierro-Esquerra Unida Canaria               |                             | 122     | 0,01%  | -      |     |
| - President: Paulino Rivero Baute - Govern: CC-PSOE - Cens: 1.580.359 - Votants: 931.010 (58,9%) - Abstenció: 649.349 (41,1%) - Vàlids: 905.959 - A candidatura: 880.942 (97,2%) | Unificació Comunista d'Espanya (UCE)                          | Jorge Santana Álamo         | 120     | 0,01%  | -      |     |
| - President: Paulino Rivero Baute - Govern: CC-PSOE - Cens: 1.580.359 - Votants: 931.010 (58,9%) - Abstenció: 649.349 (41,1%) - Vàlids: 905.959 - A candidatura: 880.942 (97,2%) | En blanc                                                      | N/A                         | 25.017  | 2,76%  | N/A    | N/A |
| - President: Paulino Rivero Baute - Govern: CC-PSOE - Cens: 1.580.359 - Votants: 931.010 (58,9%) - Abstenció: 649.349 (41,1%) - Vàlids: 905.959 - A candidatura: 880.942 (97,2%) | Nuls                                                          | N/A                         | 25.051  | 1,59%  | N/A    | N/A |

a Amb el suport de Centre Canari Nacionalista (CCN).

b Inclou Iniciativa por La Palma, Partit Nacionalista de Lanzarote, Nueva Gran Canaria, Nueva Fuerteventura, Unión Progresista de Fuencaliente, Partido de Independientes de Lanzarote, Opción por Lanzarotei Socialistas x Tenerife.